# کاوس استودیوز
کاوس استودیوز (انگلیسی: Kaos Studios) شرکت بازی ویدئویی آمریکایی است، که در سال ۲۰۰۶ تأسیس شد.